# Каменская волость (Купянский уезд)
Каменская во́лость — историческая административно-территориальная единица Купянского уезда Харьковской губернии с волостным правлением в слободе Каменке.
По состоянию на 1885 год состояла из 22 поселений, 25 сельских общин. Население — 13185 человек (6511 человек мужского пола и 6674 — женского), 2136 дворовых хозяйств.
|                       | Площадь | В том числе пахотной |
| --------------------- | ------- | -------------------- |
| Сельских общин        | 28809   | 18731                |
| Частной собственности | 18362   | 7959                 |
| Другой собственности  | 264     | 219                  |
| В целом               | 47435   | 26909                |

Основные поселения волости:
- Каменка — бывшая государственная слобода при реке Оскол в 45 верстах от уездного города Купянска. В слободе волостное правление, 805 дворов, 5099 жителей, православная церковь, школа, богадельня, 2 постоялых двора, 3 лавки, 5 ярмарок.
- Колодезная — бывшая владельческая и государственная слобода при реке Колодезной. В слободе 237 дворов, 1391 житель, православная церковь, школа, 3 лавки.
- Новогеоргиевка (Крамарская) — бывшая владельческая слобода. В слободе 30 дворов, 268 жителей, православная церковь.
- Отрадная (Сергиевский Хутор) — бывшая владельческая слобода. В слободе 38 дворов, 224 жителя, православная церковь.
- Терны — бывший государственный хутор, 131 двор, 919 жителей.
- Тополи — бывшая государственная слобода при реке Оскол. В слободе 585 дворов, 3301 житель, православная церковь, школа, 2 ярмарки.

Храмы волости:
- Александро-Невская церковь в слободе Тополи (построена в 1848 г.[3])
- Иверско-Богородичная церковь в слободе Новогеоргиевке (построена в 1858 г.[3])
- Николаевская церковь в слободе Каменке (построена в 1879 г.[3])
- Сергиевская церковь в слободе Колодезной (построена в 1730 г.[3])
- Успенская церковь в слободе Отрадной (построена в 1859 г.[3])